# Yovany Aragón
Artikeln följer den spanska namnseden; faderns efternamn är Aragón och moderns efternamn Rodríguez.
Yovany Aragón Rodríguez (förnamnet ibland stavat Yosvany), född den 2 maj 1974 i Jatibonico, är en kubansk före detta basebollspelare som tog silver för Kuba vid olympiska sommarspelen 2000 i Sydney.